# Tingena opaca
Tingena opaca är en fjärilsart som först beskrevs av Alfred Philpott 1926b.  Tingena opaca ingår i släktet Tingena och familjen praktmalar. Inga underarter finns listade i Catalogue of Life.